# Ado Pharaon
 (juillet 2025).
Si vous disposez d'ouvrages ou d'articles de référence ou si vous connaissez des sites web de qualité traitant du thème abordé ici, merci de compléter l'article en donnant les références utiles à sa vérifiabilité et en les liant à la section « Notes et références ».
Ado Pharaon, de son vrai nom Adonaïs Yankan, né le 25 novembre 1990 à Abidjan, est un hypnotiseur, auteur et conférencier français d’origine ivoirienne.

## Biographie

### Débuts artistiques
Ado Pharaon commence sa carrière comme danseur professionnel dans la troupe de la comédie musicale Le Roi Lion[réf. nécessaire]. En parallèle, il travaille comme animateur jeunesse à Garges-lès-Gonesse, où il intègre en 2012 le service culturel de la ville[réf. nécessaire].

### Découverte de l’hypnose
Durant le confinement de 2020, il s'intéresse à l’hypnose et à la programmation neuro-linguistique (PNL), qu’il découvre en autodidacte. Il commence à publier des vidéos sur Instagram et TikTok, où il rencontre un large succès,.

### Carrière scénique
En 2021, il commence à pratiquer l’hypnose dans la rue. Il se produit pour la première fois sur scène en 2022 dans un spectacle mêlant stand-up et hypnose. Il entame ensuite une tournée en Europe, en Afrique, aux Antilles françaises, et au Canada.

### Télévision et publications
En 2022, il apparaît dans une série diffusée sur MYTF1 intitulée Hypnose de rue avec Adonaïs. En janvier 2023, il publie son premier livre, D’un claquement de doigts, aux Éditions Michel Lafon.

## Œuvres
- D’un claquement de doigts, Éditions Michel Lafon, 2023.